# Список нагород і номінацій Marilyn Manson
Нижче наведено повний список нагород і номінацій американського рок-гурту Marilyn Manson. У 1996 журнал назвав колектив «Найкращим новим артистом».
У 2000 телеканал VH1 заніс гурт до списку «100 найкращих хард-рок артистів». Фронтмен Мерілін Менсон посів 44-ту сходинку рейтингу «100 найкращих метал-вокалістів усіх часів» за версією американського часопису «Hit Parader»

## Греммі
«Греммі» присуджують щорічно за результатами голосування вповноважених членів «Академії звукозапису». Manson Manson номінували 4 рази, кількість перемог: 0.
| Рік  | Категорія                           | Номінант                               | Результат |
| ---- | ----------------------------------- | -------------------------------------- | --------- |
| 1999 | «Найкраще хард-рок виконання»       | «The Dope Show»                        | Номінація |
| 2001 | «Найкраще метал-виконання»          | «Astonishing Panorama of the Endtimes» | Номінація |
| 2004 | «Найкраще метал-виконання»          | «mOBSCENE»                             | Номінація |
| 2013 | «Найкраще хард-рок/метал виконання» | «No Reflection»                        | Номінація |

## Нагороди MTV

### MTV Video Music Awards
MTV Video Music Awards було започатковано в 1984 телеканалом MTV для визначення найкращих відеокліпів року.
| Рік  | Категорія                      | Номінант                          | Результат |
| ---- | ------------------------------ | --------------------------------- | --------- |
| 1996 | «Найкраще рок-відео»           | «Sweet Dreams (Are Made of This)» | Номінація |
| 1997 | «Найкраще рок-відео»           | «The Beautiful People»            | Номінація |
| 1997 | «Найкраща артдирекція»         | «The Beautiful People»            | Номінація |
| 1997 | «Найкращі спецефекти»          | «The Beautiful People»            | Номінація |
| 1999 | «Найкраща операторська робота» | «The Dope Show»                   | Перемога  |

### MTV Europe Music Awards
MTV Europe Music Awards присуджують щорічно з 1994 за результатами голосування глядачів.
| Рік  | Категорія              | Номінант       | Результат |
| ---- | ---------------------- | -------------- | --------- |
| 1999 | «Найкращий рок-артист» | Marilyn Manson | Номінація |

## Kerrang! Awards
Kerrang! Awards щорічно вручає британський рок-журнал «Kerrang!».
| Рік  | Категорія               | Номінант                                         | Результат |
| ---- | ----------------------- | ------------------------------------------------ | --------- |
| 1999 | «Найкращий гурт світу»  | Marilyn Manson                                   | Перемога  |
| 2000 | «Зал слави»             | Marilyn Manson                                   | Перемога  |
| 2001 | «Найкращий альбом»      | Holy Wood (In the Shadow of the Valley of Death) | Номінація |
| 2002 | «Найкращий відеокліп»   | «Tainted Love»                                   | Перемога  |
| 2005 | «Ікона»                 | Marilyn Manson                                   | Перемога  |
| 2015 | «За життєві досягнення» | Marilyn Manson                                   | Перемога  |

## Loudwire Awards
Loudwire Awards щорічно присуджує музичний онлайн-журнал Loudwire.
| Рік  | Категорія         | Номінант        | Результат |
| ---- | ----------------- | --------------- | --------- |
| 2012 | «Рок-альбом року» | Born Villain    | Перемога  |
| 2012 | «Рок-пісня року»  | «No Reflection» | Номінація |
| 2012 | «Рок-відео року»  | «No Reflection» | Перемога  |

## Інші нагороди
| Рік  | Премія                      | Категорія             | Номінант              | Результат |
| ---- | --------------------------- | --------------------- | --------------------- | --------- |
| 2002 | Q Awards                    | «Найкраще відео»      | «Tainted Love»        | Номінація |
| 2008 | Премія ЕХО                  | «Гурт року»           | Marilyn Manson        | Номінація |
| 2011 | O Music Awards              | «Too Much Ass for TV» | «Природжений лиходій» | Перемога  |
| 2013 | Revolver Golden Gods Awards | «Альбом року»         | Born Villain          | Номінація |

## Відзнаки

### Альбоми

#### Antichrist Superstar
| Країна          | За версією                         | Рейтинг                                                      | Позиція |
| --------------- | ---------------------------------- | ------------------------------------------------------------ | ------- |
| США             | AcclaimedMusic                     | «Найкращі альбоми 1996»                                      | 14      |
| США             | AcclaimedMusic                     | «Найкращі альбоми 90-их»                                     | 180     |
| США             | AcclaimedMusic                     | «Найкращі альбоми всіх часів»                                | 973     |
| США             | Rolling Stone                      | «Головні альбоми 90-их»                                      | *       |
| США             | Rolling Stone                      | «100 найкращих альбомів 90-их»                               | 84      |
| США             | Роберт Даймері (головний редактор) | «1001 альбомів, які ви повинні прослухати, перш ніж померти» | *       |
| США             | Revolver                           | «69 найкращих хеві-метал альбомів усіх часів»                | 49      |
| США             | Torn Moon                          | «1000 альбомів, які ви повинні прослухати, перш ніж померти» | *       |
| Велика Британія | Q Magazine                         | «50 найважчих альбомів усіх часів»                           | *       |
| Велика Британія | Classic Rock                       | «200 найкращих альбомів 90-их»                               | *       |
| Велика Британія | Classic Rock                       | «100 найкращих альбомів усіх часів»                          | 92      |
| Велика Британія | Metal Hammer                       | «200 найкращих альбомів усіх часів»                          | *       |
| Велика Британія | Kerrang!                           | «Альбоми року (1996)»                                        | 3       |
| Велика Британія | Kerrang!                           | «100 альбомів, які ви повинні прослухати, перш ніж померти»  | 14      |
| Велика Британія | Kerrang!                           | «100 найкращих рок-альбомів»                                 | 88      |
| Велика Британія | Record Collector                   | «10 класичних альбомів з 21 жанру для 21 століття»           | *       |
| Нідерланди      | Muziekkrant OOR                    | «Альбоми року (1996)»                                        | 109     |
| Німеччина       | Visions                            | «Найважливіші альбоми 90-их»                                 | 37      |
| Франція         | Rock Sound                         | «Топ-150 альбомів нашого життя (1992–2006)»                  | 11      |
| Франція         | Rock Sound                         | «Альбоми року (1996)»                                        | 13      |
| Франція         | FNAC                               | «1000 найкращих альбомів усіх часів»                         | 606     |
| Франція         | Rock & Folk                        | «Найкращі альбоми 1963–1999»                                 | *       |

#### Mechanical Animals
| Країна          | За версією           | Рейтинг                                           | Позиція |
| --------------- | -------------------- | ------------------------------------------------- | ------- |
| США             | AcclaimedMusic.com   | «Найкращі альбоми 1998»                           | 14      |
| США             | AcclaimedMusic.com   | «Найкращі альбоми 90-их»                          | 426     |
| США             | AcclaimedMusic.com   | «Найкращі альбоми всіх часів»                     | 2209    |
| США             | Spin                 | «Перелік наприкінці року (1998)»                  | 7       |
| США             | Addicted to Noise    | «Альбоми року (1998)»                             | 25      |
| США             | The Village Voice    | «Альбоми року (1998)»                             | 40      |
| США             | Нед Реґґетт          | «Топ-136 альбомів 90-их»                          | 78      |
| Велика Британія | Kerrang!             | «Альбоми року (1998)»                             | 2       |
| Велика Британія | Q Magazine           | «Записи року (1998)»                              | *       |
| Велика Британія | Classic Rock         | «200 найкращих альбомів 90-их»                    | *       |
| Велика Британія | Metal Hammer         | «200 найкращих альбомів 90-их»                    | *       |
| Австралія       | JUICE                | «100 найкращих альбомів 90-их»                    | 84      |
| Нідерланди      | Muziekkrant OOR      | «Альбоми року (1998)»                             | 18      |
| Нідерланди      | VPRO                 | «299 номінацій для найкращих альбомів усіх часів» | *       |
| Німеччина       | Musik Express/Sounds | «Альбоми року (1998): Топ-50 критиків»            | 2       |
| Німеччина       | Musik Express/Sounds | «Альбоми року (1998): Список найпопулярніших»     | 10      |
| Франція         | Rock Sound           | «Топ-150 альбомів нашого життя (1992–2006)»       | 56      |
| Франція         | Rock Sound           | «Альбоми року (1998)»                             | 2       |

#### Holy Wood (In the Shadow of the Valley of Death)
| Країна          | За версією           | Рейтинг                                                 | Позиція |
| --------------- | -------------------- | ------------------------------------------------------- | ------- |
| Велика Британія | Kerrang!             | «Альбоми року (2000)»                                   | 9       |
| Велика Британія | NME                  | «Десятиліття в музиці: 50 найкращих альбомів 2000 року» | 50      |
| Велика Британія | Record Collector     | «Найкраще з 2000»                                       | *       |
| Німеччина       | Musik Express/Sounds | «Альбоми року (2000): Топ-50 критиків»                  | 30      |
| Німеччина       | Musik Express/Sounds | «Альбоми року (2000): Список найпопулярніших»           | 9       |
| Франція         | Rock Sound           | «Альбоми року (2000): За рішенням редакторів»           | 15      |
| Франція         | Rock Sound           | «Альбоми року (2000): За рішенням читачів»              | 5       |

#### Eat Me, Drink Me
| Країна | За версією | Рейтинг                     | Позиція |
| ------ | ---------- | --------------------------- | ------- |
| США    | About.com  | «Найкращі рок-альбоми 2007» | 10      |

### Пісні
| Сингл                  | За версією             | Рейтинг                               | Позиція |
| ---------------------- | ---------------------- | ------------------------------------- | ------- |
| «The Beautiful People» | Acclaimed Music        | «Найкращі пісні 1996»                 | 38      |
| «The Beautiful People» | Acclaimed Music        | «Найкращі пісні 90-их»                | 471     |
| «The Beautiful People» | Acclaimed Music        | «Найкращі пісні всіх часів»           | 2853    |
| «The Beautiful People» | Q Magazine             | «1001 найкращих пісень усіх часів»    | 192     |
| «The Beautiful People» | Q Magazine             | «Остання музична колекція»            | *       |
| «The Beautiful People» | Kerrang!               | «100 найкращих синглів усіх часів»    | 5       |
| «The Beautiful People» | Брюс Поллок (редактор) | «7200 найважливіших пісень 1994–2000» | 5       |
| «The Beautiful People» | VH1                    | «40 найкращих метал-пісень»           | 28      |
| «The Dope Show»        | The Boston Phoenix     | «90 найкращих пісень 90-их»           | *       |
| «The Dope Show»        | Spin                   | «Сингли року (1998)»                  | 3       |
| «The Dope Show»        | The Village Voice      | «Сингли року (1998)»                  | 18      |
| «The Dope Show»        | Rumba                  | «Треки року»                          | 20      |
| «Disposable Teens»     | Kerrang!               | «100 найкращих синглів усіх часів»    | 73      |
| «The Fight Song»       | Kerrang!               | «100 найкращих синглів усіх часів»    | 77      |